# Efferia camposiana
Efferia camposiana är en tvåvingeart som först beskrevs av Charles Howard Curran 1931.  Efferia camposiana ingår i släktet Efferia och familjen rovflugor.
Artens utbredningsområde är Ecuador. Inga underarter finns listade i Catalogue of Life.